# Keuperkusen
Keuperkusen ist ein Wohnplatz der Stadt Attendorn im Kreis Olpe (Nordrhein-Westfalen) und hat 8 Einwohner (Stand 30. Juni 2024).

## Geologie
Keuperkusen liegt nordwestlich des Kernortes Attendorn an der Grenze zum Märkischen Kreis. Der Ort ist nur über die L 697 hinter der Kreisgrenze in Plettenberg-Lettmecke über den Keuperkuser Weg erreichbar. Durch den Ort fließt der Keuperkuser Bach. Attendorner Nachbarortsteile sind südwestlich Lichtringhausen und Windhausen.

## Geschichte
Keuperkusen wurde urkundlich erstmals 1530 als Koperchusen erwähnt. Der Ortsname kann als „bei den Häusern der Leute des Gōtberath“ gedeutet werden. Politisch gehörte Keuperkusen ehemals zum Amt Waldenburg und im Gogericht und Kirchspiel Attendorn zur Bauerschaft Windhausen, der auch umliegende Orte wie Hebberg, Lichtringhausen, Windhausen u. a. angehörten. Im Schatzungsregister von 1543 wird in der Winterhuißer Burschafft mit 21 Steuerpflichtigen ein Jacob Peters zu Keiperinghaußen mit einer Abgabe von ½ Goldgulden genannt.
Im 17. Jahrhundert wurde der Hof Keuperkusen als Schultenhof bezeichnet und gehörte dem Chorkapitel in Attendorn, bewirtschaftet von Degenhard zu Keuperkusen. Die Familie Keuperkus blieb bis um die Mitte des 18. Jahrhunderts auf dem Hof. Anfang des 19. Jahrhunderts war eine Familie Heller in Besitz des Gutes. In den 1920er Jahren, schreibt Pickert, gab es zwei Besitzer, Johann Bausmann und Wilhelm Wurm. Später war der Forst- und Landwirt Friedhelm Siepe (1934–2017) Hofbesitzer, verheiratet mit Margret geb. Luke aus Ennest.
Das Adressbuch von 1929 führt in Keuperkusen die Namen „Bausmann (3), Siepe und Wurm (2)“ auf. Im Jahre 1936 gab es in Keuperkusen 2 Wohnhäuser und 16 Einwohner. Das Adressbuch von 1956 führt die Namen „Bausmann, Keseberg, Siepe (3) und Wurm“ auf. Ende 1988 hatte der Wohnplatz 10 Einwohner.
Ab 1819 gehörte Keuperkusen im Amt Attendorn zur Gemeinde Attendorn-Land, bis die Gemeinde 1969 in die Stadt Attendorn eingegliedert wurde.
Südlich vom Ort gibt es Auf der Höhe einen Höhenwanderweg mit dem Rastplatz und Aussichtspunkt Vierkreuze auf 491 m über NHN.

## Religion, Vereine
Keuperkusen gehört zur Pfarrgemeinde St. Antonius im nahegelegenen Windhausen, Sport und Vereinsleben finden in den größeren Nachbarorten statt.